# St. Bartholomäus (Breitenau)

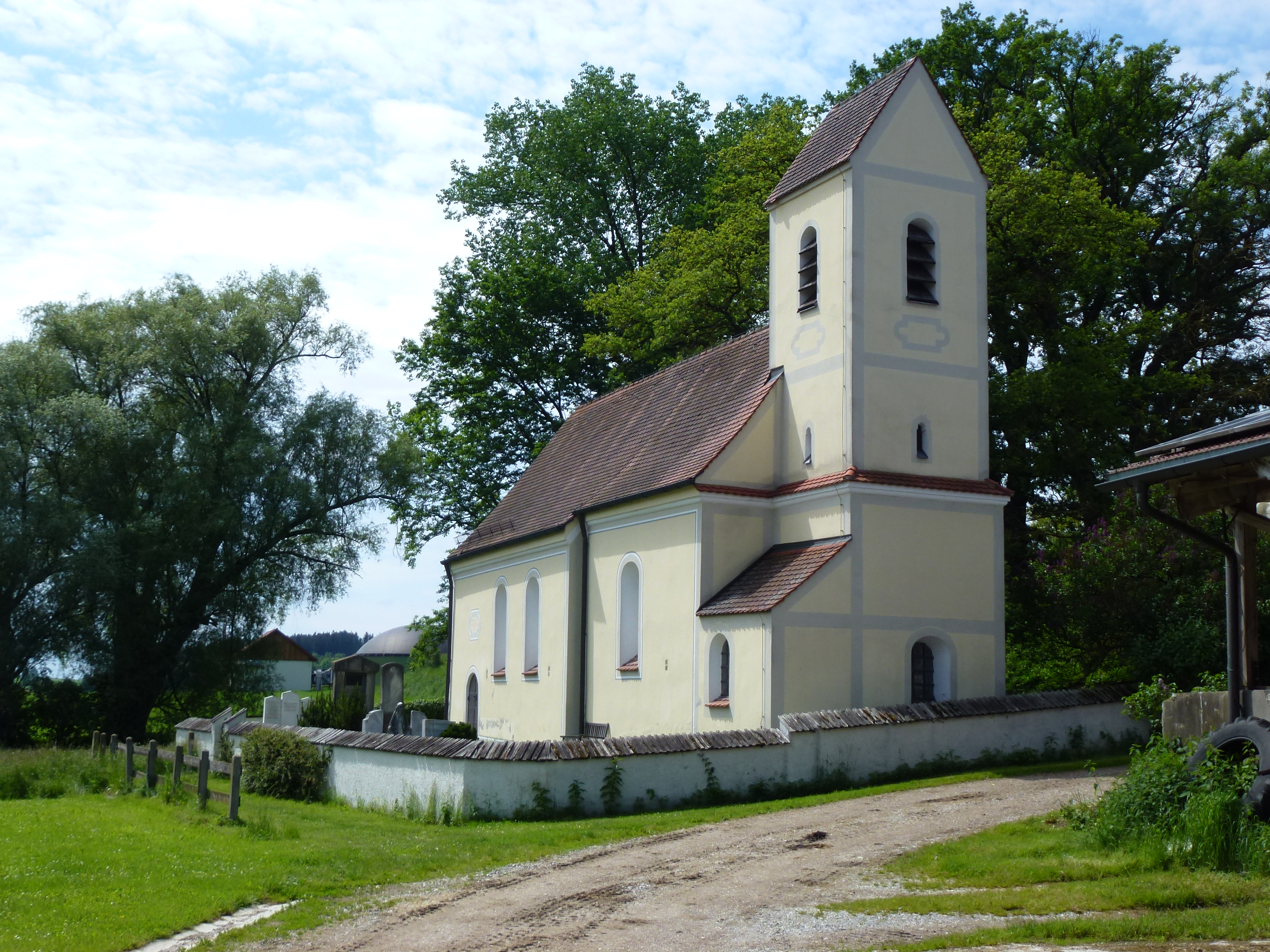
St. Bartholomäus in Breitenau

Die katholische Filialkirche St. Bartholomäus in Breitenau, einem Gemeindeteil von Bergkirchen im oberbayerischen Landkreis Dachau, wurde ursprünglich 1504 errichtet. Die Kirche ist ein geschütztes Baudenkmal.
Der einschiffige Bau mit wenig eingezogenem Rechteckchor und Satteldachturm an der Ostseite wurde 1712 mit einem größeren Langhaus versehen. Das ehemalige Langhaus bildet heute den Chor und das Erdgeschoss des Turmes wird als Sakristei genutzt.
Der Altar mit Schnitzfiguren des heiligen Jakobus und des heiligen Bartholomäus wurde 1746 von Johann Georg Prugger geschaffen. Die Muttergottesfigur stammt vom Ende des 15. Jahrhunderts.